# Phersu

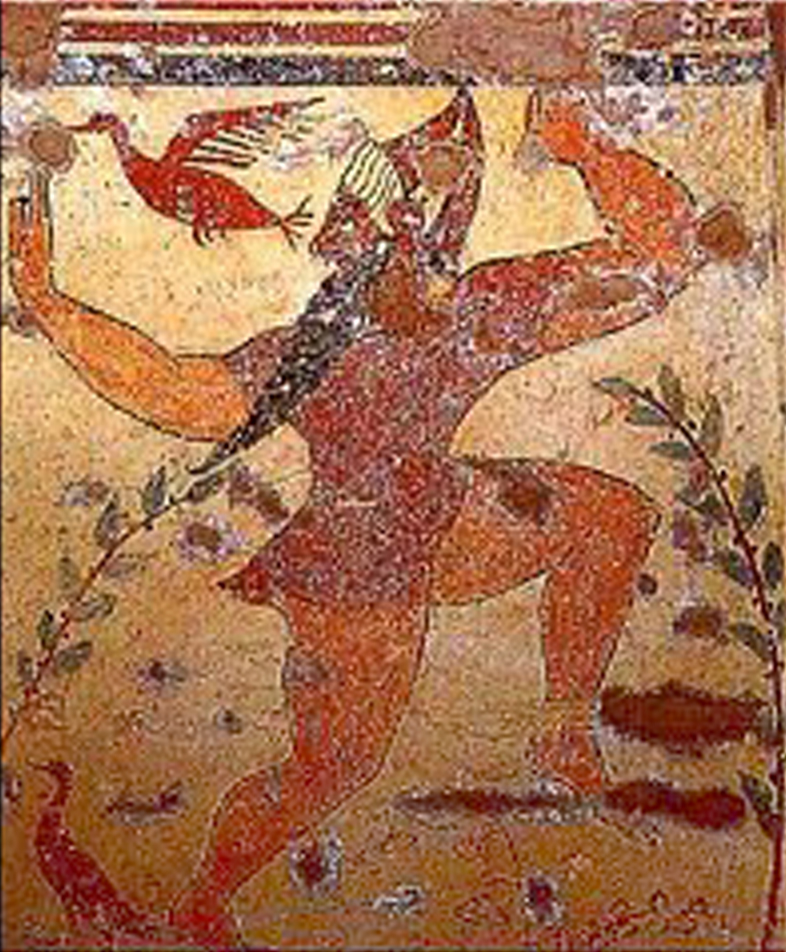
Phersu in der Tomba degli Auguri

Als Phersu wird die Darstellung einer Figur in den Wandmalereien zweier etruskischer Gräber bezeichnet, die auf das Jahr um 550 v. Chr. datiert werden. Die Figur trägt ein kurzes, mit Fransen versehenes Hemd und darüber ein kurzes Wams, das mit unregelmäßigen weißen Flecken versehen ist. Auf dem Kopf trägt sie einen kegelförmigen Hut mit weißen Streifen. Auffällig ist die Maske mit Bart vor dem Gesicht der Figur. An einer Leine führt sie einen großen Hund, den sie auf einen nebenstehenden Menschen zu hetzen scheint. Man hat diese Darstellung als Gladiatorkampf zu Ehren des Toten interpretiert.
Das Wort phersu scheint mit dem lateinischen persona für Maske verwandt zu sein, sodass man das Wort selbst mit Maskierter übersetzt. Der Althistoriker Franz Altheim vermutete, dass der phersu ursprünglich einen etruskischen Totendämon bezeichnete, weil es auffällige Parallelen zum Dispater aufweist. Darauf weist auch die Ähnlichkeit zu dem vorgriechischen Wort Phersipnai, das sich unter anderem in dem Begriff Persephone (griech. Unterweltsgöttin) wiederfindet.